# Gotlandstrav
Gotlandstrav (vetenskapligt namn: Arabis planisiliqua) är en ört. 
I Sverige förekommer arten endast på Gotland. Där rapporterades den vid flera tillfällen och var sedan efter 1926 helt försvunnen. 1989 påträffades den på nytt vid två bestånd, ett i Valls socken och senare samma år i ett annat dike inte långt därifrån på gränsen mellan Vall och Björke. På den första växtplatsen har den troligen nu kvävt sedan diket vuxit igen, men på den andra växtplatsen finns den ännu kvar.
Den är fridlyst och rankas i Sverige som akut hotad.